# Ceratinopsis munda
Ceratinopsis munda là một loài nhện trong họ Linyphiidae.
Loài này thuộc chi Ceratinopsis. Ceratinopsis munda được Octavius Pickard-Cambridge miêu tả năm 1896.